# Джулі Грегг
Джулі Грегг (англ. Julie Gregg, уродж. Беверлі Скальцо  (англ. Beverly Scalzo); 24 січня 1937 — 7 листопада 2016)  — американська акторка телебачення, кіно та театру.
Найбільш відома завдяки ролі Сандри Корлеоне у фільмі "Хрещений батько" (1972). Джулі Грегг була номінована на премію "Тоні" за найкращу жіночу роль у мюзиклі "Щасливий час" (1968) .

## Життєпис
Народилася в місті Ніагара-Фоллс, штату Нью-Йорк у родині італійців Вікторії (уродж. Ларокка) і Каспара Скальцо.   Джулі переїхала до Каліфорнії для того, щоб навчатися в Університеті Південної Каліфорнії на стипендію для отримання музичної освіти.
Свою першу телевізійну роль (медсестри) Джулі Грегг зіграла у ситкомі "Флот МакХейла" (англ. McHale's Navy) в 1964 році. У 1960-х, 1970-х і 1980-х роках грала драматичні і комічні ролі на телевізійних шоу. Вона була запрошена на ролі в серіалі "Моя дружина мене причарувала" (англ. "Bewitched"): у "Дружба міцна..." (англ. "Double Split", 1966), сезон 2, епізод 64  і в "Похила молодість" (англ. "The Crone of Cawdor",1967), сезон 3, епізод 101. В останньому з цих двох епізодів Джулі зіграла стару, яка вкрала молодість смертних людей, поцілувавши їх, і яка  намагалася, але не змогла зробити подібного з Дарреном Стівенсом. Вона з'явилася в 33 і 34 епізодах "Бетмена" в 1966 році, а також зіграла співачку нічного клубу у фільмі "Бетмен" (1966).
У 1970 році вона отримала епізодичну роль у телесеріалі "Вірджинець" (англ."The Virginian" в епізоді "Подарунок" (англ. "The Gift", 8 сезон, епізод 24), зобразивши дівчину з салуну, на яку полює напарник грабіжника банку після того, як сам грабіжник помирає в її кімнаті, завчасно сховавши награбоване. Також у 1970 році вона знялася в епізоді "Меннікс" під назвою "Лети, мала" (англ. "Fly, Little One", сезон 3, епізод 21) у ролі психолога, яка доглядала за маленькою дівчинкою з психічними розладами на ім'я Памелін Фердін (англ. Pamelyn Ferdin), яку намагалися вбити злочинці, бо вважали, що вона підслухала їхні плани щодо крадіжки облігацій із психологічної клініки. У Джулі Грегг була другорядна роль Еббі Грехем (англ. Abby Graham) в детективному серіалі NBC "Баньон" (англ. "Banyon"), який транслювався з 1972 по 1973 рік; у драмі цього періоду, дія в якій відбувається в Лос-Анджелесі наприкінці 1930-х років, Еббі Грехем - співачка нічного клубу, яка постійно намагається заохотити свого хлопця Баньона (Роберта Форстера) стати розсудливішим і одружитися з нею, але безуспішно. У 1974 році Джулі з'явилася в телесеріалі "ФБР" в епізоді "Виживання" (англ. "Survival", 9 сезон, епізод 23), це був останній епізод за дев'ять років існування шоу. Вона зіграла там місіс Сандру Таггарт (англ. Mrs. Sandra Taggart).
Серед її гостьових ролей наприкінці 1960-х і на початку 1970-х були два окремі епізоди телесеріалу "Місія нездійсненна" (англ. "Mission: Impossible"), де Джулі Грегг знову зіграла різних персонажів. У 1969 році в 4 сезоні, 91 епізоді «Втративший пам'ять», вона зіграла Монік, оперативницю загону "Місія нездійсненна" (англ. Impossible Missions Force). Це був сезон, коли в шоу не було постійної жінки-оперативника, тому що Барбара Бейн, яка грала Цинамон Картер (англ. Cinnamon Carter) у 1-3 сезонах, пішла у відставку, а (англ. Lesley Ann Warren), яка грала Дану Ламберт (англ. Dana Lambert) у 5 сезоні, ще не підписала контракт. Потім у 1970 році у 5 сезоні Грегг зіграла Анну Керкоську (англ. Anna Kerkoska), дочку прем’єр-міністра, яка потребувала порятунку в 112 епізоді "Примана" (англ. "Decoy"). Анна закохалася в Джима Фелпса, який врятував її, переправивши через кордон у спеціально обладнаному автомобілі, який міг проїхати під прикордонними воротами. Джулі Грегг також знялася у двох епізодах 2 сезону "Гаваї 5-О" (англ. "Hawaii Five-O"): у епізоді "Жорстока неділя" (англ. "Savage Sunday"), як революціонер, і у "Людина зі зброєю" (англ. "The One with the Gun"), як дружина чоловіка, застреленого під час нечесної гри в карти.
У 1975 році Джулі Грегг отримала головну роль у короткочасному драматичному серіалі ABC "Mobile One". Вона зіграла Меггі Спенсер, редакторку телевізійних новин у всіх 11 епізодах разом з Джекі Купером. Шоу було скасовано в січні 1976 року. У 1978 році Джулі з'явилася в ролі Сьюзен в епізоді "Безбілетний пасажир з двома мільйонами доларів" (англ."The Two-Million-Dollar Stowaway") кримінального драматичного серіалу NBC "Загадки Едді Капра" (англ. "The Eddie Capra Mysteries") та в ролі Едни Клеппер у міні-серіалі "Шукачі" (англ. "The Seekers") 1979 року.
Останньою телевізійною роллю Джулі Грегг була Саллі в епізоді "День подяки" (англ. "Thanksgiving (1987)") телесеріалу Showtime "Брати" (англ. "Brothers"). 

## Смерть
Джулі Грегг померла від раку 7 листопада 2016 року у Ван-Найсі, Каліфорнія. 

## Кінокар'єра
Перша роль у кіно для Джулі Грегг була у 1967 році у фільмі "З пекла в Борнео" (англ."From Hell to Borneo"), який знімали на Філіппінах. У цьому фільмі вона отримала другу роль після Джорджа Монтгомері.  Джулі Грегг зіграла роль Сандри Корлеоне у фільмі фільмі "Хрещений батько"  та повторила свою роль у фільмі "Хрещений батько, частина II", але згодом сцену було вирізано. Однак вона з'являється в телевізійній версії "Хрещений батько.Трилогія.1901-1980" (англ."The Godfather Saga").
Крім того, що Джулі знялася як співачка нічного клубу у фільмі "Бетмен" 1966 року, її єдиною музичною роллю була Антонія, племінниця Дон Кіхота, у фільмі "Людина з Ламанчі" 1972 року. У цьому фільмі вона з'явилася з піснею "I'm Only Thinking of Him". Інші ролі Джулі в кіно були у фільмах "Крекер, або вбивчий рефлекс" (англ. "The Kill Reflex (1989)") з Фредом Вільямсоном і Мод Адамс у головних ролях, а також у трилері "Обмін вбивствами" (англ. "Dead On") у 1994 році.

## Театральні ролі
Джулі Грегг також була театральною актрисою і співачкою, ветераном національних турів "Фанні" (англ. "Fanny") і "Як досягти успіху в бізнесі нічого не роблячи" (англ. "How to Succeed in Business Without Really Trying").  Вона також зіграла Джулі ЛаВерн у "Show Boat" під час туру в 1981 році. 
Її єдина поява на Бродвейській сцені була в ролі шкільної вчительки Лорі Меннон у музичній постановці Джона Кандера та Фреда Ебба "Щасливий час" 1968 року. Вона замінила Лінду Беннетт у цій ролі незадовго до дебюту в Нью-Йорку.  Її виступ у день дебюту був добре прийнятий критиками, які відзначили її "чарівний голос, зовнішність та особистість". 
Джулі Грегг була номінована на премію "Тоні" за свою роль у мюзиклі "Щасливий час"  за кращу жіночу роль другого плану в мюзиклі. Її партнер у мюзиклі Роберт Гуле виграв премію "Тоні" за найкращу чоловічу роль у мюзиклі.   Джулі Грегг виграла нагороду "Театральний світ" (англ. Theatre World Award) у 1967-1968 роках за свій дебютний виступ у цьому мюзиклі. 

## Фільмографія
| Фільм    | Фільм                                              | Фільм                  | Фільм                    |
| Рік      | Назва та оригінальна назва                         | Роль                   | Примітки                 |
| -------- | -------------------------------------------------- | ---------------------- | ------------------------ |
| 1964 рік | З пекла в Борнео (From Hell to Borneo)             | Марджорі Белфлауер     |                          |
| 1966 рік | Бетмен (Batman)                                    | Співачка нічного клубу | Не в титрах              |
| 1972 рік | Хрещений батько (The Godfather)                    | Сандра Корлеоне        |                          |
| 1972 рік | Людина з Ламанчі (Man of La Mancha                 | Антонія Кіхана         |                          |
| 1974 рік | Хрещений батько ІІ частина (The Godfather Part II) | Сандра Корлеоне        | Не в титрах              |
| 1979 рік | Шукачі (The Seekers)                               | Една Клеппер           |                          |
| 1989 рік | Крекер, або вбивчий рефлекс (The Kill Reflex)      | Ненсі Гіллеспі         |                          |
| 1994 рік | Обмін вбивствами (Dead On)                         | Джилліан Маркс         | (заключна роль у фільмі) |